# مردم دونگ ژیانگ
مردم دونگ ژیانگ (انگلیسی: Dongxiangs) یکی از ۵۶ قوم به رسمیت شناخته شده در چین است.